# Lista de bairros de Itapipoca
Lista dos bairros do município de Itapipoca por ordem alfabética. A população é referente aos bairros da sede do município, não incluindo a população dos distritos.

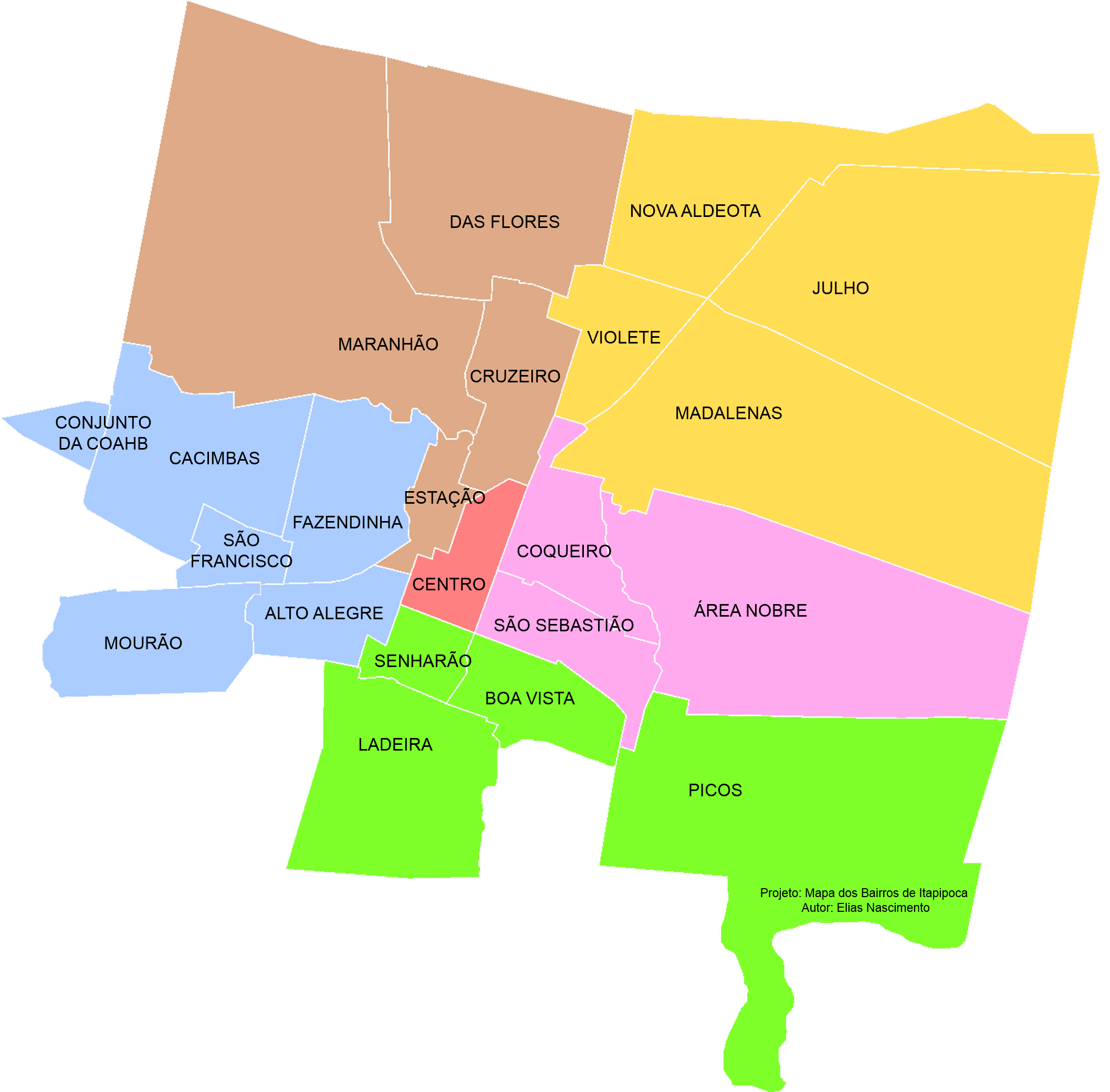
Mapa dos Bairros de Itapipoca

| #  | Bairro         | População |
| -- | -------------- | --------- |
| 1  | Alto Alegre    | 2.055     |
| 2  | Área Nobre     | 1.575     |
| 3  | Boa Vista      | 1.357     |
| 4  | Cacimbas       | 4.650     |
| 5  | Centro         | 2.120     |
| 6  | Conjunto COHAB | 4.233     |
| 7  | Coqueiro       | 2.092     |
| 8  | Cruzeiro       | 6.714     |
| 9  | Das Flores     | 2.748     |
| 10 | Estação        | 1.602     |
| 11 | Fazendinha     | 1.467     |
| 12 | Julho          | 395       |
| 13 | Ladeira        | 4.751     |
| 14 | Madalenas      | 1.237     |
| 15 | Maranhão       | 1.749     |
| 16 | Mourão         | 1.737     |
| 17 | Nova Aldeota   | 3.540     |
| 18 | Picos          | 2.175     |
| 19 | São Francisco  | 2.087     |
| 20 | São Sebastião  | 1.100     |
| 21 | Senharão       | 1.438     |
| 22 | Violete        | 5.732     |